# Папуга-червоногуз бронзовокрилий
Папу́га-червоногу́з бронзовокрилий (Pionus chalcopterus) — вид папугоподібних птахів родини папугових (Psittacidae). Мешкає в Андах.

## Опис

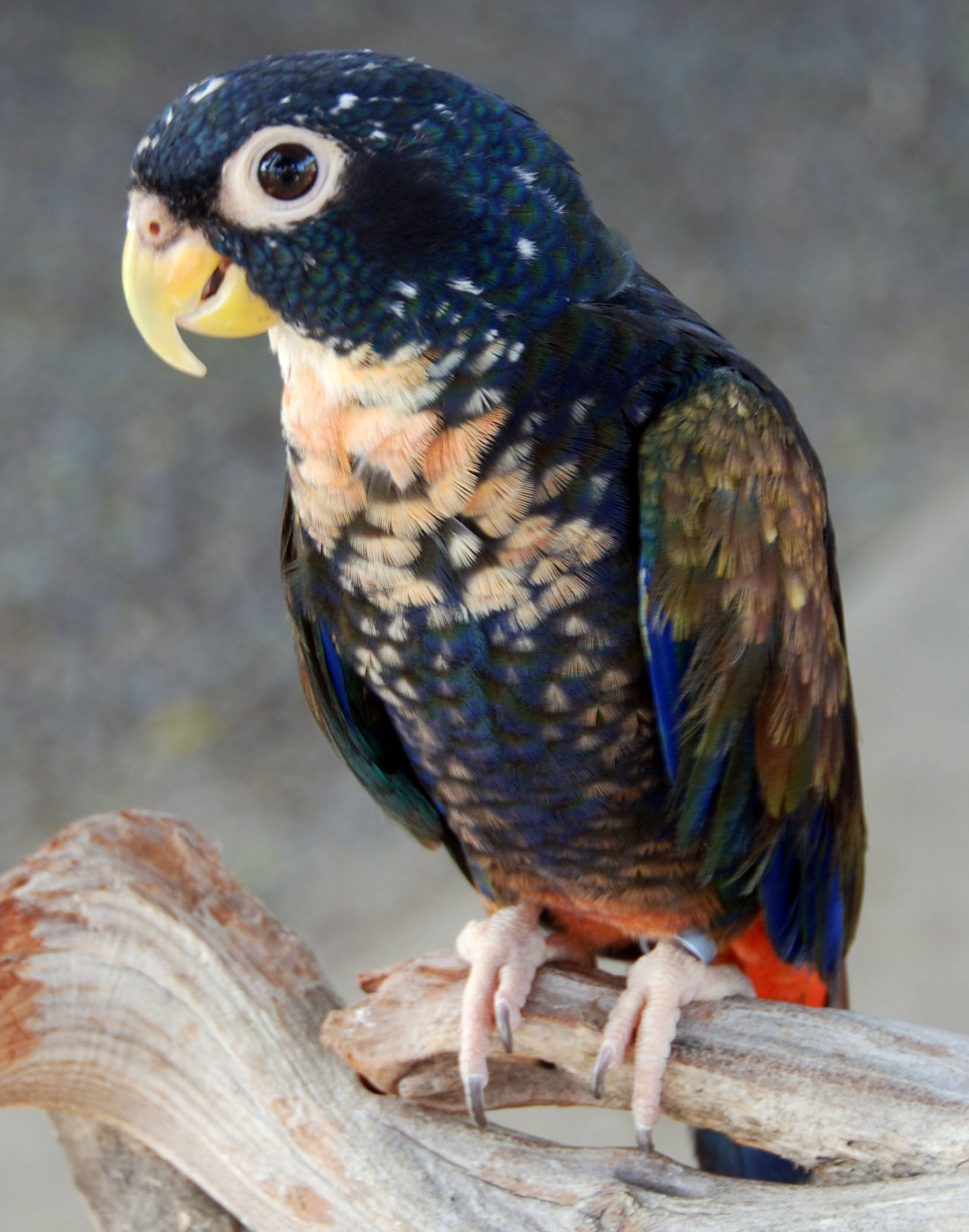
Бронзовокрилий папуга-червоногуз

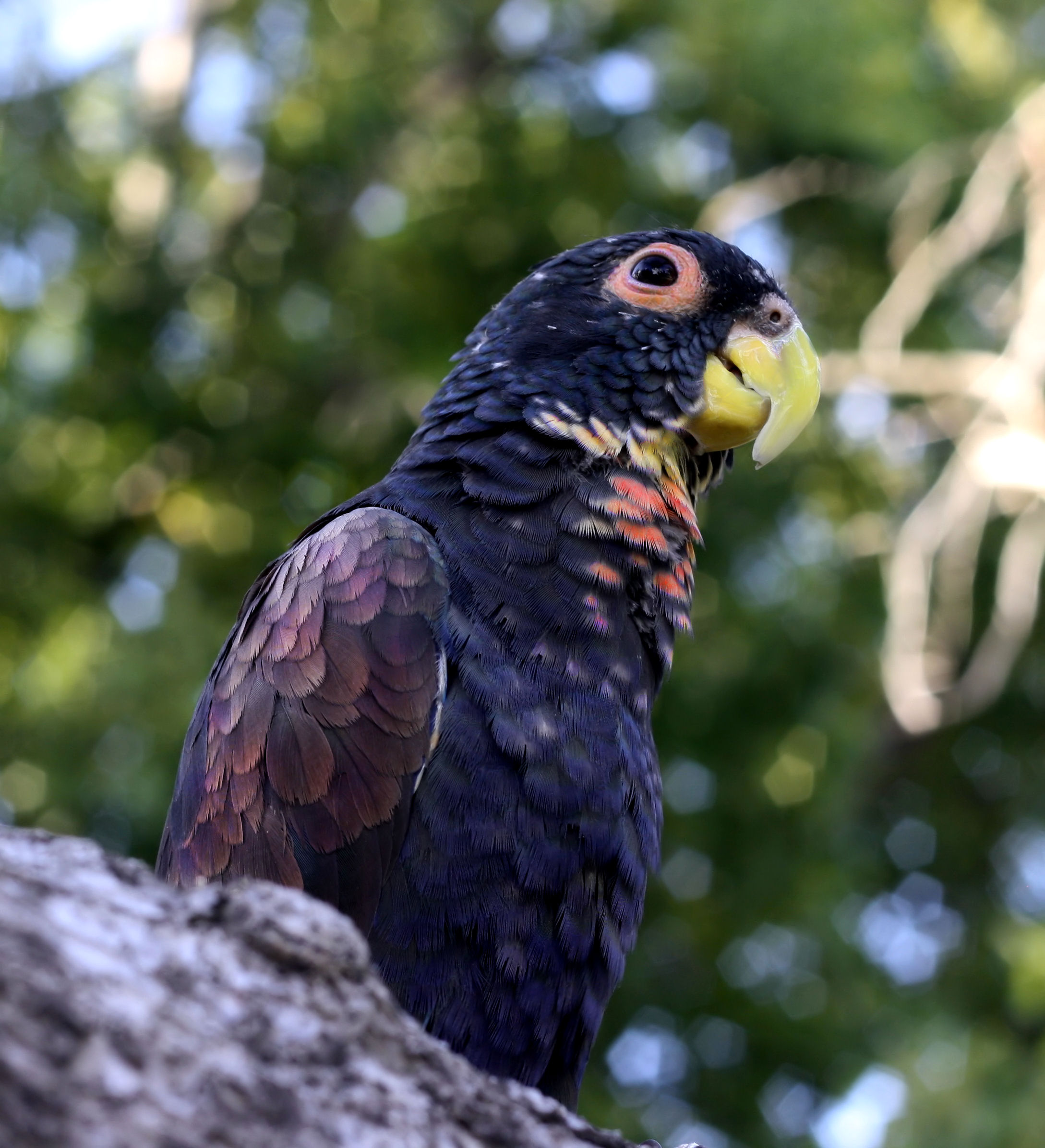
Бронзовокрилий папуга-червоногуз

Довжина птаха становить 28-29 см, вага 210 г. Забарвлення переважно темно-кобальтово-синє, потилиця, спина і крила бронзово-зелені. Пера на горлі і верхній частині грудей рожево-білі з синіми краями. Нижня сторона крила яскраво-ультрамариново-синя, нижні покривні пера хвоста червоні. Очі темно-карі, навколо очей плями голої світлої шкіри. Дзьоб жовтувато-роговий, лапи рожевуваті. Виду не притаманний статевий диморфізм. Молоді птахи мають менш яскраве забарвлення, покривні пера крил у них зелені або синьо-зелені.

## Поширення і екологія
Бронзовокрилі папуги-червоногузи мешкають в горах Сьєрра-де-Періха на кордоні Колумбії і Венесуели, локально в горах Кордильєра-де-Мерида на заході Венесуели, в Колумбійських Андах, на заході Еквадору та на північному заході Перу (Тумбес, північний захід П'юри). Вони живуть у вологих тропічних лісах і рідколіссях та в сухих чагарникових заростях. Зустрічаються парами або зграйками по 4 -10 птахів, у Венесуелі на висоті від 900 до 1400 м над рівнем моря, в Колумбії на висоті від 1400 до 2400 м над рівнем моря, локально на висоті до 2800 м над рівнем моря, в Еквадорі на висоті до 1400 м над рівнем моря, в Перу на висоті до 800 м над рівнем моря. Ведуть частково кочовий спосіб життя.
Бронзовокрилі папуги-червоногузи живляться плодами, зокрема фікусами, бананами і Guazuma ulmifolia. Гніздяться в дуплах дерев. В Колумбії сезон розмноження триває з березня по травень. В кладці 2 яйця, іноді 3-4 яйця. Інкубаційний період в неволі триває 27 днів. Пташенята паокидають гніздо через 70 днів після вилуплення.